# Diaphus rafinesquii
Diaphus rafinesquii är en fiskart som först beskrevs av Cocco, 1838.  Diaphus rafinesquii ingår i släktet Diaphus och familjen prickfiskar. IUCN kategoriserar arten globalt som livskraftig. Inga underarter finns listade i Catalogue of Life.